# Marianne Granvig
Marianne Granvig er en dansk klassisk violinist uddannet som i København hos Ejvin Andersen og Gunnar Tagmose, i Cardiff hos professor Alfredo Wang samt hos professor Endre Gertler på Det Kgl. Belgiske Musikkonservatorium i Bruxelles, hvor hun afsluttede sine studier med 1er Prix med udmærkelse i violin og kammermusik.
Marianne Granvig har givet koncerter som kammermusiker og solist i ind- og udland med et repertoire, der rækker fra barokken til vore dages musik. Hun har uropført en håndfuld værker for soloviolin og violin og klaver, bl.a. Niels Rosing-Schouws “E Rigidis”.
Som docent i violin og kammermusik på Syddansk Musikkonservatorium (SDMK) har Marianne Granvig uddannet en række af landets professionelle violinister og violinpædagoger.

## Internationalt ungdomsarbejde
Marianne Granvig var i mange år leder af Den Internationale Carl Nielsen Musikkonkurrence & Festival i Odense. I 18 år stod hun i spidsen for den Genève-baserede World Federation of International Music Competitions og var 2013-15 vicerektor ved Syddansk Musikkonservatorium.
1986-1996 var Granvig præsident for den danske afdeling af ESTA (European String Teachers Association).
1997-2015 var hun en del af ledelsen, bl.a. som generalsekretær og som præsident, i World Federation of International Music Competitions, et globalt netværk af organisationer, der arbejder for at finde og hjælpe lovende unge talenter.
I årene 1988-2013 stod hun for i alt 17 internationale musikkonkurrencer for violin, klarinet, fløjte og orgel i Odense. Dertil kom en ekstraordinær violinkonkurrence i New York i 1999 som led i det store danske kulturfremstød, The Danish Wave, med finalekoncert i Lincoln Center under overværelse af HM Dronningen.
Som vicerektor for Syddansk Musikkonservatorium (SDMK) var Granvig 2015 en af hovedkræfterne bag initiativet at lancere en ny international orgelkonkurrence.

## Arbejde for fremme af kammermusik
Marianne Granvig er indehaver af musikagenturet Granvig Artists, som hun stiftede i 2016. Agenturet faciliterer optrædener for en række musikere.
Endelig har hun siden 2017 stået i spidsen for Kammermusik Odense, som arrangerer koncerter i Odense Valgmenighed.

## Dansk amatørmusik
Marianne Granvig har i over 40 år virket som strygerinstruktør og dirigent ved utallige kurser og stævner, bl.a. ved DAOS-stævnerne og på kurserne i Dansk Kammermusikforbund, som Marianne i 1969 selv var med til at stifte.
Endvidere har hun været dirigent for flere danske amatørorkestre, f.eks orkestret ”Arco”

## Øvrige kilder
- Dansk Kammermusikforbund 1969-2009 "Den blå bog", samlet af Christian Gram 2009
- Marianne Granvig - Violinist m.m: http://granvig.com/